# Фомин, Юрий Станиславович
Ю́рий Станисла́вович Фоми́н (род. 18 октября 1953, Иваново) — российский звукоинженер и инженер-конструктор акустических систем.

## Биография

### Ранние годы
Учился в Московском авиационном институте, по профессии — инженер.
В школе и институте был организатором музыкальных ансамблей, в которых сам играл на гитаре и пел.

### Карьера в музыке
Трудовую деятельность начал в Московском объединении музыкальных ансамблей гитаристом в 1975 году.
В 1980 году стал работать на эстраде студийным и концертным звукоинженером. В 1980-х годах работал с многочисленными артистами, включая такие знаменитые рок-группы, как «Карнавал», «Динамик» и др. Много сотрудничал с композитором Юрием Чернавским.

#### Коллективы
В качестве звукоинженера был участником следующих музыкальных коллективов СССР:
- 1980—1981 — ВИА «Надежда»;
- 1981—1982 — ВИА «Красные маки»;
- 1982—1983 — рок-группа «Динамик»;
- 1983 — группа «Москва» под руководством Давида Тухманова;
- 1987—1988 — группа «Аэробус» под руководством Юрия Антонова.

### Карьера конструктора
Самостоятельно, на своём опыте, прочувствовав все достоинства и недостатки концертной аппаратуры, изготовленной в западных странах, приступил к созданию своих версий акустических систем. В 1988 году организовал производственную компанию «Саунд Мастер» по производству профессиональных громкоговорителей.

#### Создание компании «F-Lab»
В 1990-х годах сплотил вокруг себя коллектив талантливых российских конструкторов, которые занялись вопросами обеспечения акустики для студийной записи. Целью проекта было производство уникальной акустики, по своим параметрам превышающей лучшие мировые показатели.
Со временем коллектив изобретателей был организован в компанию «F-Lab», известную также как «лаборатория Фомина».

#### Изобретения «F-Lab Sound»
За время конструкторской деятельности были запатентованы несколько изобретений, способных оказать влияние на мировую систему подхода к базовому пониманию производства акустики:
- «Способ изготовления диффузора громкоговорителя» (в вакууме)[3];
- «Состав диффузора громкоговорителя»;
- «Устройство для устранения термокомпрессии громкоговорителя»[4].

На российском рынке получили широкую популярность более пятидесяти моделей акустических систем, разработанных для торговых марок «Defender», «Jetbalance», «AVE» и «Arslab». Самые известные из них : «Defender» G-2.1, Volcano 1; «Jetbalance» двухполосные JB-381 с пассивными кроссоверами, трехполосные JB-391 с пассивными кроссоверами, трехполосные JB-371 триампинговые с активными кроссоверами; «AVE» DF 100, 102, 104; «Arslab» AC1, AC3.

## Другое
В 2004 году основал интернет-ресурс «Лига Звука».
Совместно с Д. Г. Свободой (кафедра радиовещания и электроакустики МТУСИ) организовал соревнования «ММ-звук» для пропаганды метода субъективной оценки качества звучания мультимедийной акустики.